# Erik Zabala
Erik Zabala Pastor (Lodosa, Navarra; 4 de septiembre de 2004) es un piloto de automovilismo español especializado en turismos. En 2023 se proclamó vencedor de la TCR Cup y en 2024 ha sido tercero en el TCR Spain.

## Trayectoria

### Inicios

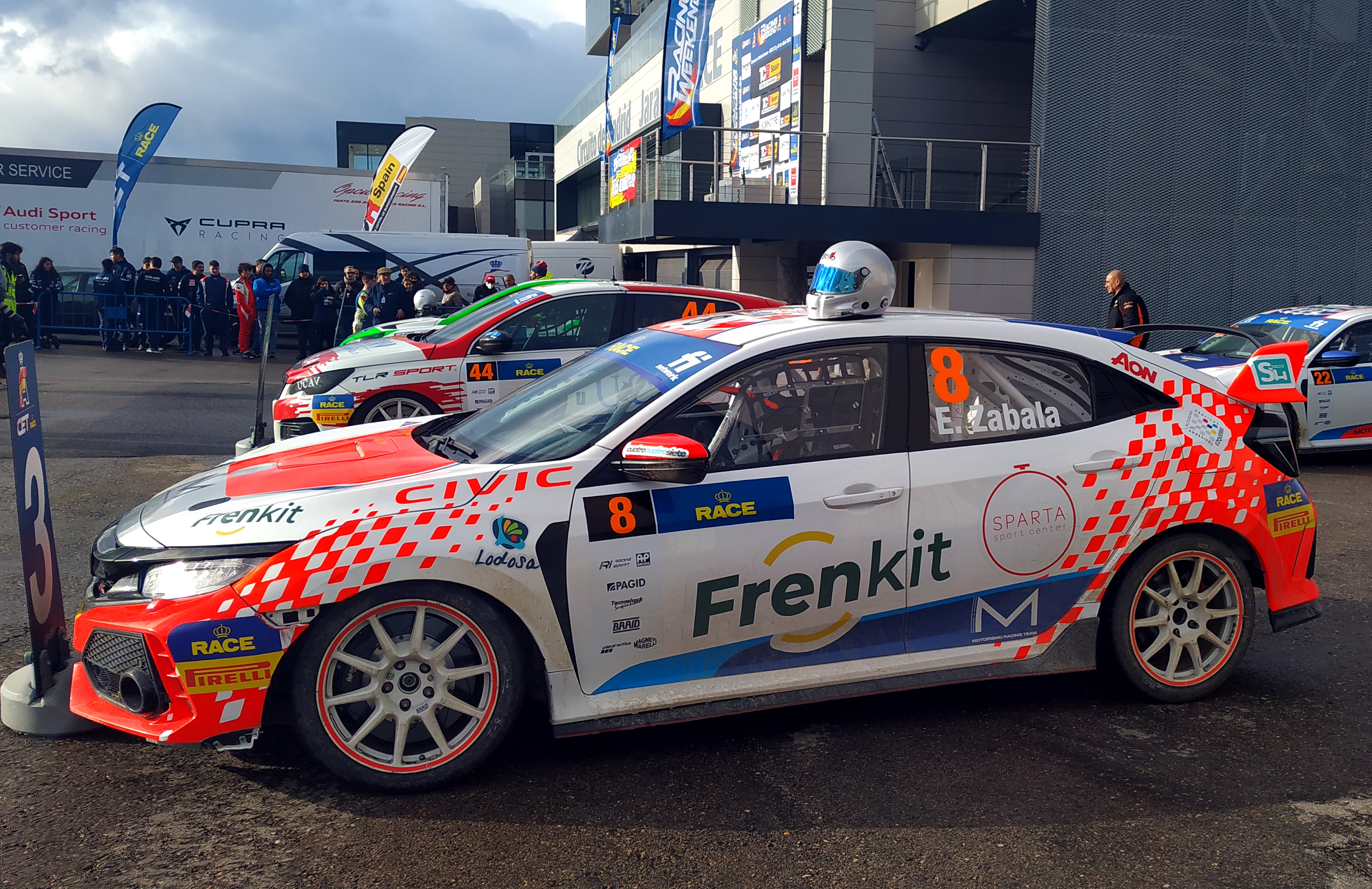
Coche y Casco de Erik Zabala tras finalizar tercero en una de las carreras del CET 2022

Con 4 años se subió por primera vez a kart, en una montura construida por su padre. Dos años más tarde empezó a competir en las categorías de karting, destacando a partir de 2012 con su quinto puesto en el Open RACC y el tercer puesto en ese campeonato el año siguiente, además de su primer título del campeonato navarro en la categoría Alevín. En 2014 repitió triunfo y fue quinto del campeonato catalán también en alevín. En 2015 se proclamó campeón navarro en Cadete, y en 2017 y 2018 fue campeón de la copa de Aragón de karting en categoría Junior. En 2019 tras probar el autocross, decidió correr la última ronda del Campeonato Navarro de Velocidad con un Clio IV.
En 2020 sigue en los regionales y se apunta a su primer campeonato nacional, participando en el Campeonato de España de Resistencia, donde con un Ford Fiesta ST Line se inscribe en la Clase 2 donde finaliza en sexta posición y se proclama vencedor de la División 6. En 2021 participó en la Clio Cup Europa con el Team VRT, donde finaliza decimotercero tras perderse la ronda de Monza, siendo el sexto mejor piloto español.

### CET y TCR

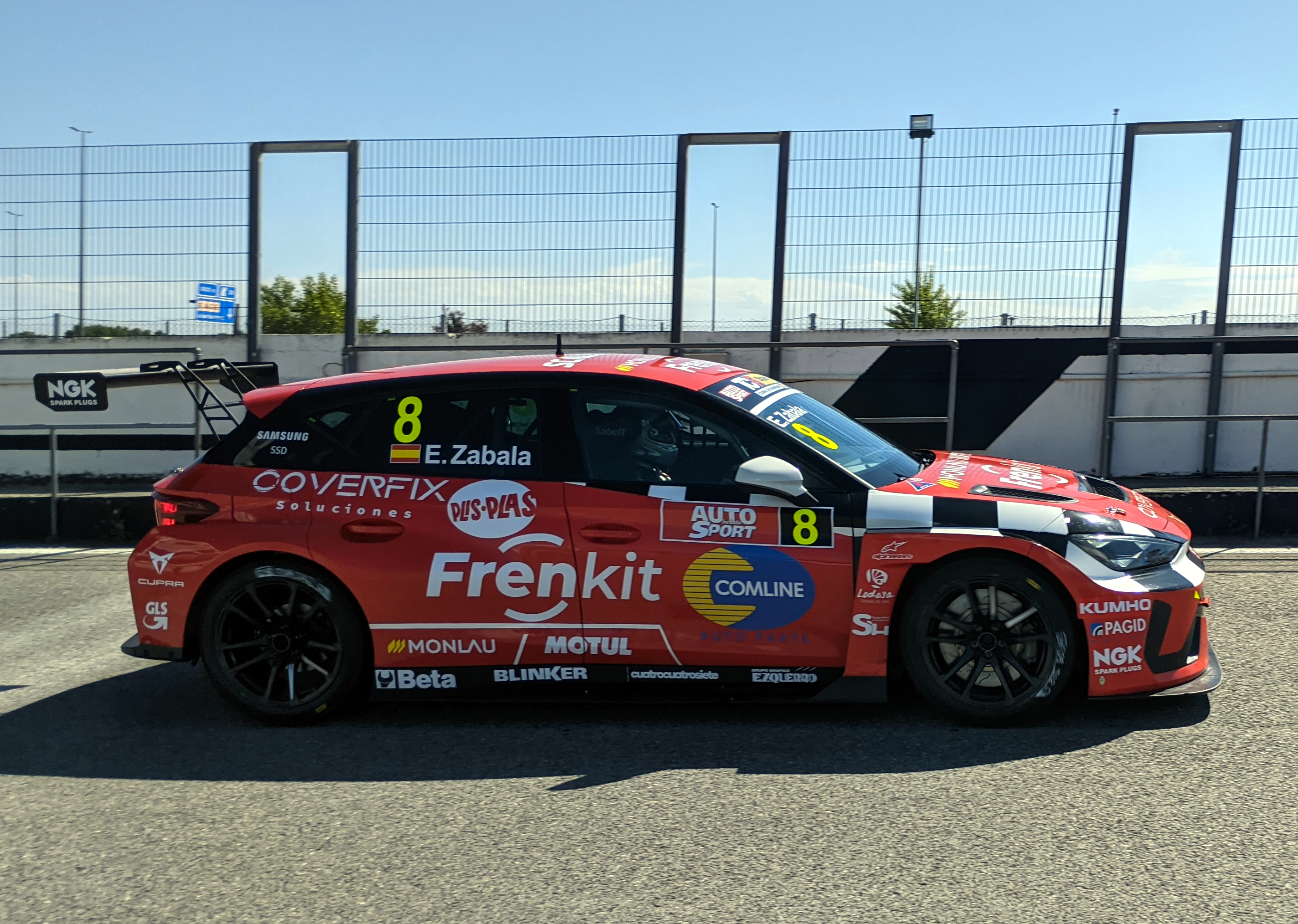
Erik Zabala con su CUPRA León VZ en el TCR Spain 2024

En 2022 participa en el último año del Campeonato de España de Turismos de la RFEDA, pilotando un Honda Civic Type-R en el Motorismo Racing Team. En una temporada con pocos participantes en pista, Erik pelea por el campeonato con Marco Aguilera hasta la última ronda, pero tras su rotura de motor sufrida en el circuito de casa en la ronda anterior, se debe conformar con el subcampeonato. Zabala fue el único piloto de esa temporada que se anotó un triplete de victorias, logrado en la segunda ronda del año en el Circuito de Jerez, y se llevó el récord de victorias de un piloto en una misma temporada en esa etapa del CET (2019-2022).
En 2023 se apunta al renovado TCR Spain con un CUPRA León DSG de la clase TCR Cup, con Monlau Competición. Curiosamente se vuelve a batir en duelo con Marco Aguilera por la copa, venciendo finalmente tras solo concederle 3 victorias al andaluz, llevándose el navarro las otras cinco. En la clasificación absoluta Zabala quedó undécimo con 81 puntos.
En 2024 sigue con Monlau, con un CUPRA León TCR de nueva generación. Pese a no lograr victorias o poles, sí logra ser el piloto más constante de la parrilla, terminando en el podio todas las carreras de la temporada, excepto en las dos que sufrió problemas mecánicos. Esto le permitió para sorpresa de los seguidores del campeonato, llegar a la última ronda como un serio aspirante al campeonato junto a Ignacio Montenegro y Jenson Brickley, aunque finalmente quedó como tercer clasificado y mejor piloto nacional, por delante de Eric Gené.

## Resumen de trayectoria
| Temporada | Series                           | Escudería              | Carreras | Victorias | Poles | VR | Podios | Puntos | Pos. |
| --------- | -------------------------------- | ---------------------- | -------- | --------- | ----- | -- | ------ | ------ | ---- |
| 2019      | Campeonato Navarro de Velocidad  | Team VRT               | 1        | 0         | 0     | 0  | 0      | 35     | 5.º  |
| 2020      | CER - Clase 2                    | Arakil Motor Sport     | 6        | 5         | ?     | ?  | 6      | 180    | 6.º  |
| 2020      | Campeonato Navarro de Velocidad  | Arakil Motor Sport     | 2        | 0         | 0     | 0  | 0      | 84     | 2.º  |
| 2020      | Copa RACVN de Velocidad          | Arakil Motor Sport     | 3        | 2         | 0     | ?  | 3      | 100    | 1.º  |
| 2021      | Clio Cup Europe - D              | Team VRT               | 8        | 0         | 0     | 0  | 0      | 59     | 13.º |
| 2022      | Campeonato de España de Turismos | Motorismo Racing Team  | 14       | 7         | 2     | 8  | 10     | 470    | 2.º  |
| 2023      | CER - Clase 3                    | RAC Circuito Guadalope | 1        | 0         | ?     | ?  | 0      | 40     | 25.º |
| 2023      | TCR Spain                        | Monlau Motorsport      | 8        | 0         | 0     | 0  | 0      | 81     | 11.º |
| 2023      | TCR Spain - TCR Cup              | Monlau Motorsport      | 8        | 5         | 4     | ?  | 8      | 310    | 1.º  |
| 2024      | TCR Spain                        | Monlau Motorsport      | 8        | 0         | 0     | 0  | 6      | 205    | 3.º  |
| Fuente:   |                                  |                        |          |           |       |    |        |        |      |

## Resultados

### Campeonato de España de Turismos
| Temporada | Escudería             | Rondas | Rondas | Rondas | Rondas | Rondas | Rondas | Rondas | Rondas | Rondas | Rondas | Rondas | Rondas | Rondas | Rondas | Rondas | Pos. | Pts. |
| --------- | --------------------- | ------ | ------ | ------ | ------ | ------ | ------ | ------ | ------ | ------ | ------ | ------ | ------ | ------ | ------ | ------ | ---- | ---- |
| 2022      | Motorismo Racing Team | JAR    | JAR    | JAR    | JER    | JER    | JER    | ARA    | ARA    | ARA    | NAV    | NAV    | NAV    | CAT    | CAT    | CAT    | 2.º  | 470  |
| 2022      | Motorismo Racing Team | 4      | Ret    | 3      | 1      | 1      | 1      | 1      | 3      | 1      | 2      | Ret    | DNS    | 1      | 1      | 4      | 2.º  | 470  |

### TCR Spain
| Temporada | Escudería         | Rondas | Rondas | Rondas | Rondas | Rondas | Rondas | Rondas | Rondas | Pos. | Pts. |
| --------- | ----------------- | ------ | ------ | ------ | ------ | ------ | ------ | ------ | ------ | ---- | ---- |
| 2023      | Monlau Motorsport | NAV    | NAV    | EST    | EST    | JER    | JER    | CAT    | CAT    | 11.º | 81   |
| 2023      | Monlau Motorsport | 8      | 8      | 7      | 10     | 8      | 12     | 17     | 16     | 11.º | 81   |
| 2024      | Monlau Motorsport | JAR    | JAR    | EST    | EST    | CRT    | CRT    | CAT    | CAT    | 3.º  | 205  |
| 2024      | Monlau Motorsport | 3      | 3      | 3      | 2      | 2      | 12     | 22     | 3      | 3.º  | 205  |